# ألان مورلي
ألان مورلي (بالإنجليزية: Alan Morley)‏ هو لاعب اتحاد الرغبي بريطاني، ولد في 25 يونيو 1950.